# Bona Corona
Bona Corona est une corona, formation géologique en forme de couronne, située sur la planète Vénus par -24° S et 157,5° E. Elle est localisée dans le quadrangle de Diana Chasma. Elle a été nommée en référence à Bona, déesse romaine virginité et fertilité. 

## Géographie et géologie
Bona Corona couvre une surface circulaire d'environ 275 km de diamètre. 